# Rukev obecná
Rukev obecná (Rorippa sylvestris) je žlutě kvetoucí bylina, vytrvalý druh rodu rukev rostoucí hlavně na podmáčených stanovištích. Je považována za plevelnou rostlinu která měla v minulosti jen lokální význam, ale dnes bývá díky velké konkurenceschopností na mnoha místech hojná.

## Výskyt
Je rozšířena hlavně v oblasti mírného pásma s těžištěm výskytu v Evropě kde se vyskytuje mimo nejsevernějších oblastí a Pyrenejského poloostrova. Dále roste v Malé Asii, Zakavkazsku, Střední Asii i severozápadní Africe a dále byla zavlečena do převážné části Severní a Jižní Ameriky i na Nový Zéland. Vyskytuje se téměř na celém území České republiky.
Světlomilný druh který pionýrsky zabydluje obnaženou půdu a to jak písčito-jílovitou tak i hlinitou, vždy ale s vysokým obsahem dostupného dusíku a nízkým obsahem humusu. Mezi původní stanoviště patří místa občasně zaplavována tekoucí vodou nebo podmáčená území. Druhotně se vyskytuje na říčních a rybničních hrázích, v příkopech okolo lesních a polních cestách, zamokřených skládkách a na vlhkých loukách, obdělávaných polích i zahradách. Může však růst i na výslunných stráních, zvláště na těžkých půdách.

## Popis

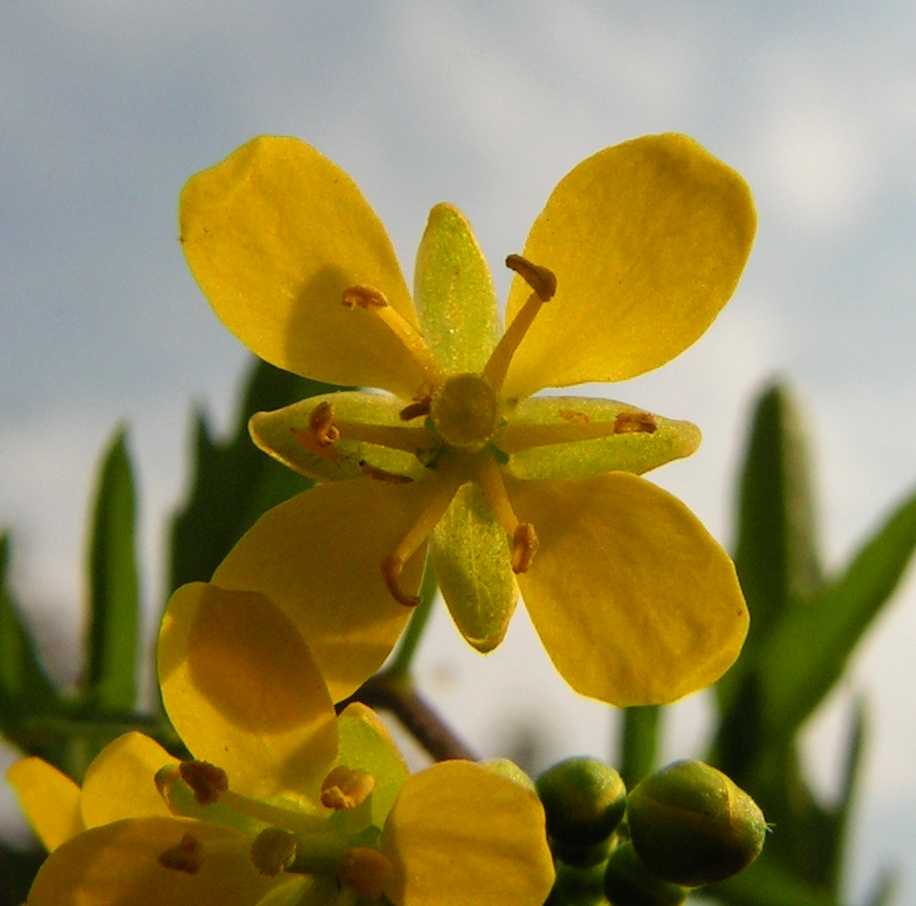
Květ rukve obecné

Vytrvalá rostlina vyrůstající z hlavního vřetenovitého kořene (sahajícího do hloubky až 30 cm) ze kterého vyrůstají silně větvené postranní, většinou vodorovné výběžky s mnohými kořenovými i stonkovými pupeny. Výběžky, které se po vytažení z půdy vlivem slunečního záření zbarvují fialově, vytvářejí hustou spleť rozloženou převážně v ornici a po mechanickém narušení z jejich pupenů vyrůstají četné listové růžice a následně i lodyhy.
Plná, hranatá lodyha, která je zprvu krátce chlupatá a později lysá, může být přímá, vystoupavé i poléhavá, dosahuje délky až 80 cm a obvykle se již od báze větví. Spodní, světle zelené, řapíkaté listy bez oušek jsou dlouhé 6 až 12 cm a široké 2 až 3 cm, lysé nebo ojediněle chlupaté, na průřezu podlouhlé až široce elipsovité a mají čepele hluboce peřenodílné až zpeřené s podlouhlými zubatými až peřenoklanými úkrojky. Střídavě vyrůstající převážně přisedlé lodyžní listy jsou peřenodílné až peřenosečné s čárkovitými, nepravidelně zubatými úkrojky. Přízemní listy brzy usychají, lodyžní o málo později. Tvar listů je na jednotlivých stanovištích značně rozdílný, jedná se neděděné odlišnosti.
Květy jsou oboupohlavné, čtyřčetné a mají stopky dlouhé asi 5 mm, vytvářejí bezlistenný hrozen mírně se rozšiřující v plodové fázi. Zelené nebo nažloutlé lístky otevřeného kalichu bývají dlouhé asi 2,5 mm. Sytě žluté, obvejčité korunní lístky jsou delší, obvykle 3 až 5 mm. Rostlina kvete od června až do srpna, druh je obligátně cizosprašný jinak nevytváří semena.
Plody, vyrůstající na šikmo vztyčených stopkách, jsou podlouhlé, mírně obloukovité šešule o délce 1 až 2 cm a s asi 1 mm dlouhým zobáčkem. Podlouhlá semena bývají 0,7 mm velká, hnědočervená a na povrchu jamkovitá a jemně síťovaná.

## Rozmnožování
Rozmnožuje se vegetativně oddenky a generativně semeny. Na neobdělávané půdě převládá rozmnožování semeny, na jedné rostlině dozrává až několik tisíců semen která se šíří větrem, vodou, půdou, nářadím, kompostem i osivem. Čerstvá semena vzcházejí jen málo a podržují si klíčivost po několik let. Po přezimování v půdě se jejích klíčivost zvyšuje, nejlépe pokud jsou uložena v povrchové vrstvě. Pokud vyklíčí na podzim vytvoří pouze listovou růžici která přezimuje.
Na obdělávaných půdách se častěji rozmnožuje vegetativně kořenovými výběžky které jsou poměrně tenké a ohebné a velmi dobře regenerují, zvláště jsou-li přikryty jen slabou vrstvou půdy. Úlomky kořenů jsou po poli roznášeny při zpracovávaní půdy nebo rozvážením kompostu. Starší rostliny po odkvětu vytvářejí z pupenů na svých oddencích řadu přízemních růžic a následně lodyh. Kořeny, přestože se silně větví, nebývají dlouhé a jsou takto vytvářeny sice husté, ale rozlohou jen malé kolonie. Rostliny snášejí občasné sečení, z kořenů dobře obrůstají.

## Význam
Rukev obecná zapleveluje všechny jednoleté i víceleté plodiny, kde vytváří hustá ohniska označující často zamokřená místa. Hodně se vyskytuje v ozimé řepce, které sice moc neškodí, ale vzhledem k blízké příbuznosti je v ní chemicky téměř nehubitelná; rozšiřování ploch s řepkou tak přispívá k jejímu šíření.
Problematickým plevelem je hlavně v okopaninách a v zelenině, kde její husté kolonie mohu výrazně snížit výnos. Pro pěstitele v některých oblastech je pravidelným nepřítelem hlavně u zelenin ozimých či setých brzy z jara (cibule, petržel, pastinák) kde se vyskytuje téměř masově, bohatě tam kvete i vysemeňuje se. Na zaplevelených polích je častá také v porostech raných brambor nebo víceletých pícnin. Ve větším množství je v krmné píci škodlivá, hlavně pro koně se považuje za jedovatou.
Přestože preferuje vlhčí stanoviště uplatňuje se jako plevel i v sušších lokalitách. Přes citlivost na některé herbicidy snadno regeneruje. Patří dosud mezi méně významné plevele lokálního významu, za příznivých podmínek se však může stát obtížným a škodlivým široce rozšířeným plevelným druhem.

## Hybridizace
Rukev obecná se může i křížit, v přírodě Česka se vyskytují tyto její hybridy:
- Rorippa ×armoracioides (Tausch) Fuss (R. austriaca × R. sylvestris)
- Rorippa ×anceps (Wahlenb.) Rchb. (R. amphibia × R. sylvestris)[10]